# Casherut

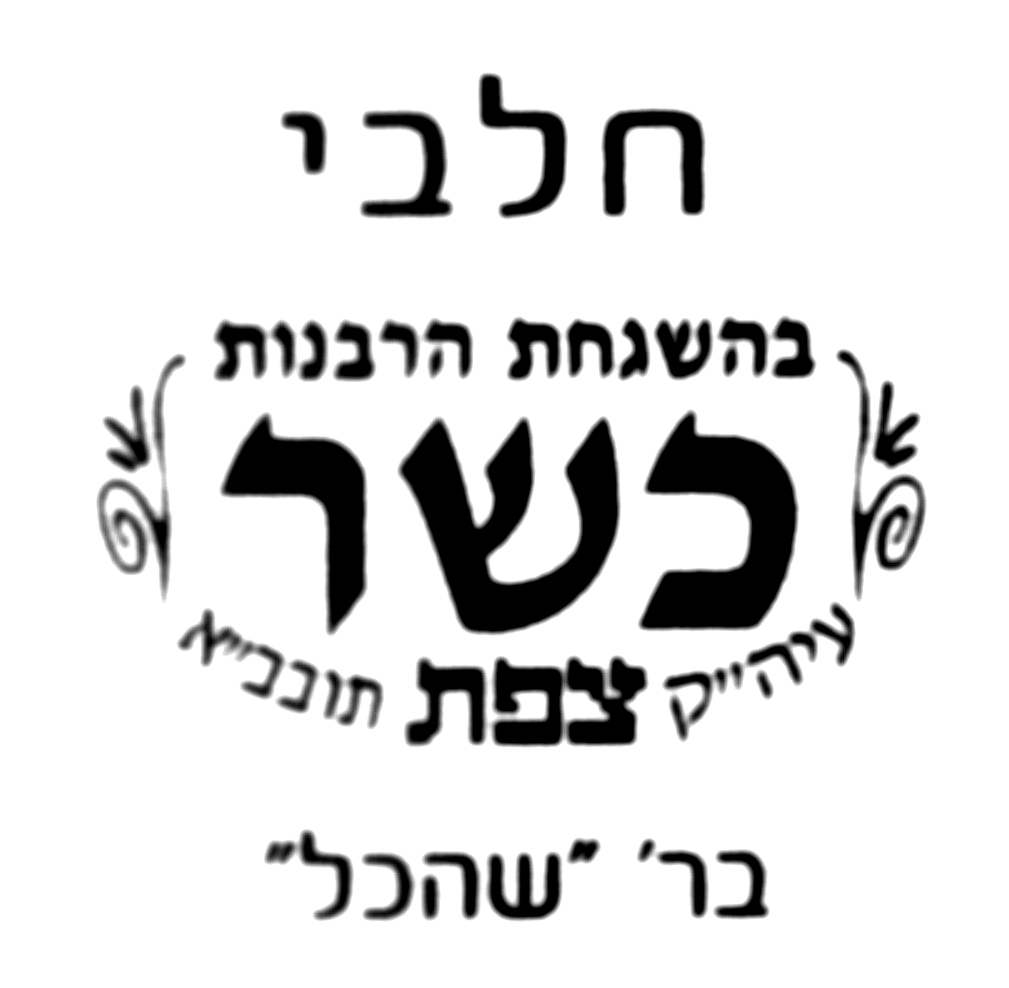
Marchi kasher del Rabbinato di Safed

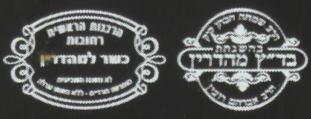
Kasher - etichetta alimentare

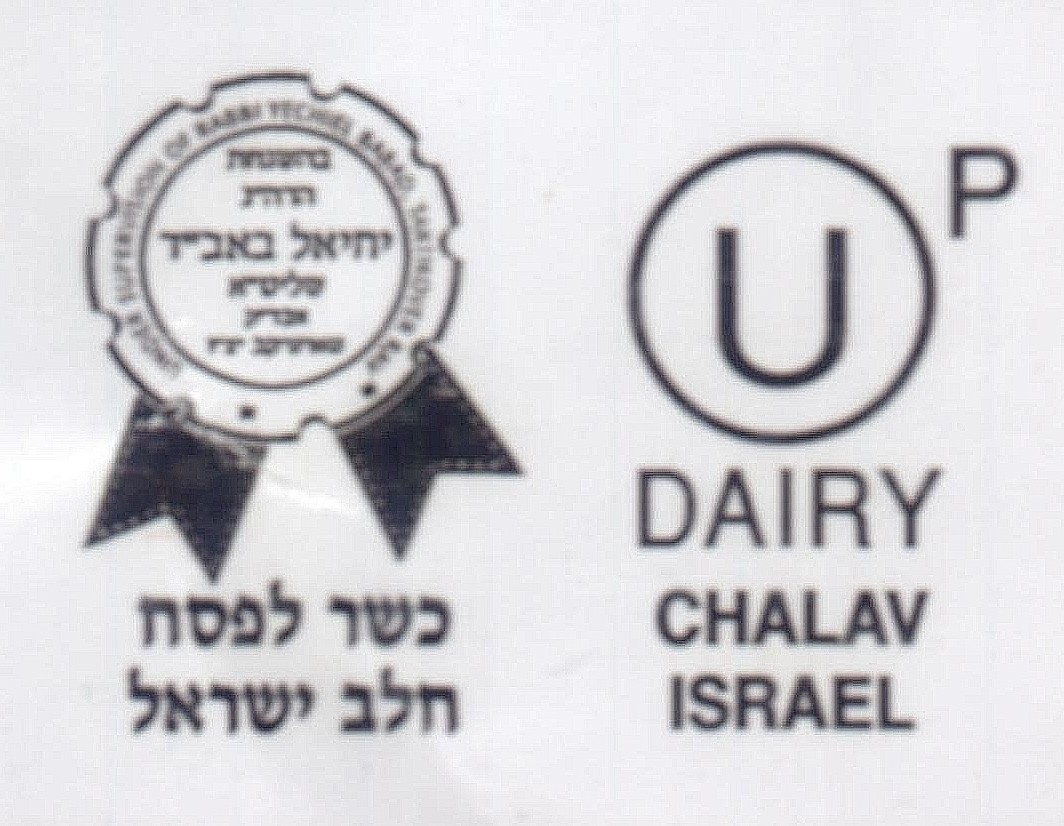
Marchi hechsher

La casherut (o kasherùt, in ebraico כַּשְׁרוּת‎?, lett. "adeguatezza") indica, nell'accezione comune, l'idoneità di un cibo a essere consumato dal popolo ebraico secondo le regole alimentari stabilite nella Torah, come interpretate dall'esegesi del Talmud e come sono codificate nello Shulchan Arukh.
Il cibo che risponde ai requisiti di kasherut è definito kashèr (in ebraico כָּשֵׁר, lett. "adatto", in questo senso "adatto alla consumazione"). A causa del gran numero di leggi che regolano la kasherut e della complessa casistica, per preparare un pasto kasher è necessaria una grande dimestichezza con le varie regole, per cui nei ristoranti kasher e negli stabilimenti industriali kasher è presente un sorvegliante (detto Mashghiah, משגיח) che ha il compito di vegliare sul rispetto di dette norme al fine di garantire al consumatore la kasherut del cibo.
La maggior parte delle leggi fondamentali della kasherut deriva dalla Tōrāh, nei libri del Levitico e Deuteronomio. Dettagli e applicazione pratica, tuttavia, sono fissati nella legge orale (in ultimo codificata nella Mishnah e nel Talmud) ed elaborati nella letteratura rabbinica successiva. Sebbene la Torah non indichi il fondamento logico della maggior parte delle leggi kasherut, molte ragioni sono state proposte, comprese quelle filosofiche, pratiche e igieniche.
Il cibo, per essere consumato secondo le regole alimentari ebraiche, deve soddisfare vari criteri tra cui:
- la natura del cibo;
- la preparazione del cibo;
- per i cibi di origine animale, le caratteristiche dell'animale stesso.

Tra le numerose leggi che formano parte della kasherut ci sono le proibizioni della consumazione di animali impuri (come il maiale, i crostacei e i molluschi, la maggioranza degli insetti con l'eccezione di certe specie di locuste kasher), commistioni di carne e latte, e il comandamento della macellazione rituale di mammiferi e uccelli secondo una procedura chiamata shecḥitah. Esistono inoltre leggi che riguardano i prodotti agricoli che potrebbero incidere sull'idoneità degli alimenti di consumo.
Le limitazioni nell'uso di vegetali sono esplicitamente catalogate nella Torah e accuratamente descritte nella letteratura halakhica. Alcune di esse sono limitate al raccolto della Terra d'Israele: per essere atto al consumo, deve essere sottoposto a una serie di prelievi, denominati genericamente Terumot Vemaaserot; inoltre, il raccolto del settimo anno del ciclo sabbatico è soggetto a ulteriori restrizioni. Altre limitazioni riguardano anche i prodotti coltivati all'infuori della Terra d'Israele: per esempio, il divieto di mangiare il prodotto chadash (חדש, lett. "nuovo [grano]") delle cinque specie di cereali. Il divieto di Orlah vieta i frutti prodotti dall'albero durante i primi due anni (vigono regole speciali anche per il terzo anno). Una cura particolare viene portata all'eliminazione di vermi e altri intrusi dagli alimenti di origine vegetale.
Nel secolo scorso, si sono sviluppate numerose organizzazioni rabbiniche che certificano prodotti, produttori e ristoranti kasher, di solito con un simbolo (chiamato hechsher) per indicarne la relativa idoneità. Attualmente un sesto degli ebrei statunitensi (seconda popolazione ebraica più numerosa del mondo dopo Israele), osserva la consumazione kasher, mentre molti altri si astengono da alcuni cibi non kasher, soprattutto dal maiale.

## Spiegazioni

### Filosofiche
La tradizione rabbinica divide le 613 mitzvot in tre gruppi:
- le leggi che hanno una spiegazione razionale e potrebbero probabilmente essere emanate dalla maggior parte delle società organizzate (mishpatim);
- le leggi che sono comprese dopo essere state spiegate, ma non sarebbero legiferate senza il comando della Torah (edot);
- le leggi che non hanno una spiegazione razionale (chuqqim).

Alcuni studiosi ebrei dicono che la kasherut dovrebbe essere classificata come un insieme di leggi per le quali non vi è alcuna spiegazione particolare, poiché la mente umana non è sempre in grado di capire le intenzioni divine. In questa linea di pensiero, le normative alimentari sono state date come una dimostrazione dell'autorità di Dio, e l'uomo deve obbedire senza chiedere perché. Tuttavia, Maimonide reputava che agli ebrei fosse permesso di cercare le ragioni delle leggi della Torah.
Alcuni teologi hanno detto che le leggi della kashrut sono di carattere simbolico: gli animali kasher rappresentano virtù, mentre quelli non kasher rappresentano vizi. La Lettera di Aristea del II secolo a.C. asserisce che le leggi "sono state date... per stimolare pensieri caritatevoli e formare il carattere". Tale opinione riappare nell'opera del rabbino Samson Raphael Hirsch (XIX secolo).
La Torah proibisce di "bollire il capretto (capra, pecora, vitello) nel latte materno". Sebbene la Bibbia non ne fornisca le ragioni, si presume che la pratica fosse percepita come crudele e insensibile.
Il chassidismo afferma che la vita quotidiana sia ricolma di canali che connettono a Dio e la cui attivazione si ritiene aiuti ad attrarre la Presenza Divina nel mondo fisico; Il chassidismo sostiene inoltre che le leggi alimentari sono correlate al modo in cui tali canali, definiti scintille di santità, interagiscono con vari animali. Queste scintille di santità sono liberate ogniqualvolta un ebreo maneggia un oggetto per un motivo santo (che include il mangiare); tuttavia, non tutti i prodotti provenienti da animali liberano le loro scintille di santità. L'argomentazione chassidica asserisce che gli animali sono intrisi di segni che rivelano l'emissione di tali scintille e i segni sono espressi nella categorizzazione biblica di ritualmente puro e ritualmente impuro.
Secondo il teologo cristiano Gordon Wenham (n. 1943), lo scopo della kashrut era quello di aiutare gli ebrei a mantenere un'esistenza distinta e separata dalle altre popolazioni; egli sostiene che l'effetto delle leggi era di prevenire la socializzazione, il matrimonio (misto) con non ebrei, prevenendo così che l'identità ebraica si diluisse. Wenham argomenta che, poiché l'impatto delle leggi alimentari era cosa pubblica, ciò ne rinsaldava l'attaccamento come richiamo alla loro condizione distinta di ebrei.

### Sanitarie
Ci sono stati tentativi di fornire un supporto empirico all'opinione che le leggi alimentari ebraiche hanno uno scopo o beneficio per la salute in generale, uno dei primi fornito da Maimonide nella sua Guida dei perplessi. Nel 1953, David Macht, ebreo ortodosso farmacologo e fautore della teoria della "lungimiranza scientifica biblica", condusse esperimenti di tossicità su molti tipi di animali e pesci. Tali esperimenti implicavano germogli di lupini alimentati con estratti di carne di diversi animali – Macht riferì che nel 100% dei casi, estratti di carne ritualmente impura inibivano la crescita della piantina più di quella alimentata da carni ritualmente pure. Queste spiegazioni sono comunque controverse. Lo studioso Lester L. Grabbe, commentando il Levitico su Oxford Bible Commentary, afferma che "una spiegazione ormai quasi universalmente respinta è che le leggi di questa sezione (Levitico 11-15) abbiano l'igiene come loro base. Anche se alcune delle leggi di purità rituale all'incirca corrispondono alle idee moderne di pulizia fisica, molte di esse hanno ben poco a che fare con l'igiene. Ad esempio, non vi è alcuna prova che gli animali impuri siano intrinsecamente cattivi da mangiare o da evitare in un clima mediterraneo, come a volte affermato".

## Cibi proibiti
Le leggi della kasherut possono essere classificate secondo l'origine della proibizione (biblica o rabbinica) e se tale proibizione riguarda il cibo stesso o una commistione di cibi.
I cibi proibiti biblicamente includono:
- Animali e volatili non kasher (basati su Levitico 11:3-8[21] e Deuteronomio 14:3-21[22]): i mammiferi richiedono certe caratteristiche identificanti (zoccoli fessi e ruminazione), mentre gli uccelli richiedono una tradizione che li indichi come consumabili. Il pesce deve avere scaglie e pinne (quindi, per esempio si escludono i Siluriformes, pesci gatto). Tutti gli invertebrati non sono kasher a parte certi tipi di locuste, sulle quali gran parte delle comunità non hanno una tradizione chiara. Nessun rettile o anfibio è kasher.
- Carogna (nevelah): carne di un animale kasher che non è stato macellato secondo le leggi della shechitah.
- Ferito (terefah, in ebraico טרפה‎?, lett. "lacerato" da bestia da preda): un animale con difetti o lesioni, come un osso fratturato o particolari tipi di infiammazioni polmonari (pleurite ecc.).
- Sangue (dam): il sangue dei mammiferi e pollame kasher viene rimosso con la salatura, mediante apposite procedure per il fegato, che è molto ricco di sangue.
- Grassi particolari (chelev, in ebraico חֵלֶב‎?): certe parti del grasso addominale di bestiame, capre e pecore, devono essere rimosse mediante un procedimento chiamato nikkur.
- Il nervo ritorto (gid hanasheh, in ebraico גִּיד הַנָּשֶׁה‎?): il nervo sciatico, poiché secondo Genesi 32:32[23] quello del patriarca Giacobbe fu danneggiato quando lottò con un angelo, non può essere mangiato e viene tolto col nikkur.
- Arto di un animale vivente (ever min ha-chai): in Genesi 9:4[24], Dio proibì a Noè e ai suoi discendenti di consumare l'arto strappato da un animale in vita. Quindi la legge ebraica considera questa proibizione applicabile anche ai non ebrei (gentili),[25] e di conseguenza l'ebreo non può dare o vendere tale carne ai non ebrei.
- Cibo senza decima (tevel): i prodotti della Terra d'Israele richiedono l'asportazione di certe "decime", che in tempi antichi venivano date ai Kohanim (sacerdoti), ai Leviti e ai poveri (terumah, maaser rishon e maaser ani rispettivamente) o portate alla Città Vecchia di Gerusalemme per esservi consumate (maaser sheni).
- Frutta durante i primi quattro anni (orlah): secondo Levitico 19:23[26], la frutta di un albero nei suoi primi quattro anni di vita non può essere consumata (sia in israele che nella diaspora). Ciò si applica anche alla frutta della vite - uva e vino che ne derivi.[27] A partire dal terzo anno, ai tempi del tempio di Gerusalemme, poteva essere consumata soltanto all´interno di Gerusalemme.
- Grano nuovo (chadash): in Levitico 23:14[28] la Bibbia proibisce il consumo di grano di nuova crescita (piantato dopo Pesach l'anno precedente) fino al secondo giorno di Pesach; si dibatte se questa legge debba essere applicata a grano cresciuto fuori dalla Terra d'Israele.
- Vino di libagione (yayin nesekh): vino che potrebbe essere stato dedicato a pratiche idolatre.

Le commistioni proibite biblicamente includono:
- Mescolanze di carne e latte (basar be-chalav, in ebraico בשר בחלב‎?): questa legge deriva dal versetto "non cuocerai il capretto nel latte di sua madre." (Esodo 23:19[29], Esodo 34:26[30] e Deuteronomio 14:21[31]); altro cibo non kasher può essere usato a beneficio d'altri (per es. venduto a gentili), ma commistioni di carne e latte sono proibite anche per altro uso/beneficio. In merito alla mescolanza di carne e latte la proibizione biblica ricade soltanto per carne di bestiame puro e latte di bestiame puro cucinati insieme, qualora si tratti di carne di volatili o di animali selvatici o la mescolanza non sia cotta, la proibizione é soltanto di carattere rabbinico (Iore Dea, hilchot basar vechalav).
- Piante cresciute insieme (kilayim, in ebraico כלאים‎? - misture): in Terra d'Israele le piante devono essere cresciute separatamente e non in mutua vicinanza, secondo Levitico 19:19[32] e Deuteronomio 22:9-11[33]. Una suddivisione specifica di questa legge è kil'ei ha-kerem, la proibizione di piantare qualsiasi seme di verdure nei pressi di una vite; questa legge vale per gli ebrei di tutto il mondo e non si può trarre beneficio dai relativi prodotti.

Cibi proibiti rabbinicamente includono:

### Animali permessi e proibiti

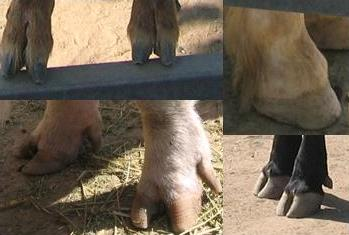
Esempi di zoccoli fessi (cioè con la fenditura) nella capra (in alto a sinistra), maiale (in basso a sin.) e bovini (in basso a destra). Il cavallo però non ha lo zoccolo fesso (in alto a des.)

Solo la carne di specie particolari è permessa. Mammiferi che masticano il bolo (ruminano) e hanno gli zoccoli fessi (cioè con la fenditura) possono essere kasher, se hanno entrambe le qualità. Ma se hanno una caratteristica e non l'altra (il cammello, l'irace e la lepre perché non hanno l'unghia fessa, il maiale perché non rumina) sono specificamente esclusi (Levitico 11:3-8).
Sono quindi considerati puri, in linea di massima, bovini, ovini e cervidi, mentre non lo sono gli equini, i suini, le scimmie, tutti i rettili e insetti anche se con zampe. Nel 2008, una sentenza rabbinica ha determinato che le giraffe e il loro latte sono ammissibili e devono essere considerati kasher. La giraffa ha sia gli zoccoli fessi sia la capacità di masticare il suo bolo, caratteristiche degli animali considerati kasher. I risultati del 2008 mostrano che il suo latte caglia, rientrando quindi nelle norme kasher. Tuttavia, sebbene kasher, la giraffa oggigiorno non è macellata perché il procedimento sarebbe molto costoso. Le giraffe sono difficili da controllare e il loro uso come cibo potrebbe causare un rischio di estinzione.
Gli uccelli non kasher vengono specificati in dettaglio (Deuteronomio 14:12-18) ma i riferimenti "zoologici" esatti sono disputati e alcuni menzionano le famiglie dei volatili (ne vengono citate 24). La Mishnah cita quattro segni forniti dai saggi (chazal). In primo luogo, il dores (uccello rapace) non è kasher. Inoltre gli uccelli kasher possiedono tre caratteristiche fisiche: un dito in più nella parte posteriore della zampa (che non si unisce alle altre dita nel sostenerla), uno zefek (gozzo) e un kurkevan (ventriglio) con un lumen pelabile. Tuttavia, agli ebrei è vietata la semplice applicazione di questi regolamenti da soli: è necessario infatti seguire una tradizione consolidata (masorah) che permette di consumare volatili in base a certi criteri. L'unica eccezione è il tacchino, che esula da ulteriore normativa – ci fu un tempo in cui alcune autorità consideravano sufficienti i succitati segni, cosicché gli ebrei cominciarono a mangiare questo uccello senza masorah perché possedeva tutti i segni (simanim in ebraico). È da notare che al tempo in cui furono redatte le norme bibliche sui cibi ammessi, il tacchino era ancora un animale sconosciuto, essendo giunto in Europa e nell'Asia Minore solo nel XV secolo, a seguito della scoperta delle Americhe.
Il pesce deve avere squame e pinne per essere kasher (Levitico 11:9-12): sono quindi proibiti i molluschi, i crostacei, i frutti di mare e i pesci di dubbia conformazione, come la coda di rospo, che non presenta squame, o l'anguilla. Gli insetti non sono kasher, eccetto certe specie di locusta (cavallette) permesse in particolari zone. Generalmente qualsiasi animale che divora altri animali, sia che li uccida o che solo ne mangi le carogne (Levitico 11:13-31), non è kasher, come anche qualsiasi animale che sia stato divorato parzialmente da altre bestie (22:30-31 Esodo).
| Classe           | Tipi proibiti |
| ---------------- | --- |
| Mammiferi        | Carnivori; animali che non ruminano il bolo (per es. il maiale); animali che non hanno lo zoccolo fesso (per es. il cammello, l'irace, la lepre) |
| Uccelli          | Rapaci; saprofagi |
| Rettili e anfibi | Tutti |
| Animali d'acqua  | Quelli che non hanno pinne e squame |
| Insetti          | Tutti, eccetto un tipo particolare di locusta che, secondo molte autorità, non può essere attualmente identificato                               |

### Separazione di carne e latte
Carne e latte (o derivati) non possono essere mescolati (Deuteronomio 14:21), nel senso che carne e latticini non devono essere serviti nello stesso pasto, serviti o cotti negli stessi utensili, o conservati insieme. Gli ebrei osservanti hanno gruppi separati di piatti, e talvolta differenti cucine, per la carne e per il latte, e aspettano tra una e sei ore dopo aver mangiato carne prima di consumare prodotti latticini e, se askenaziti, viceversa tra formaggi stagionati per più di sei mesi e la carne. Chassidim e seguaci delle dottrine cabalistiche attendono un'ora anche tra latte, latticini non stagionati e carne. Gli utensili e i piatti per latticini e per carne sono chiamati chalavi e basari (di latte e di carne).

### Macellazione rituale

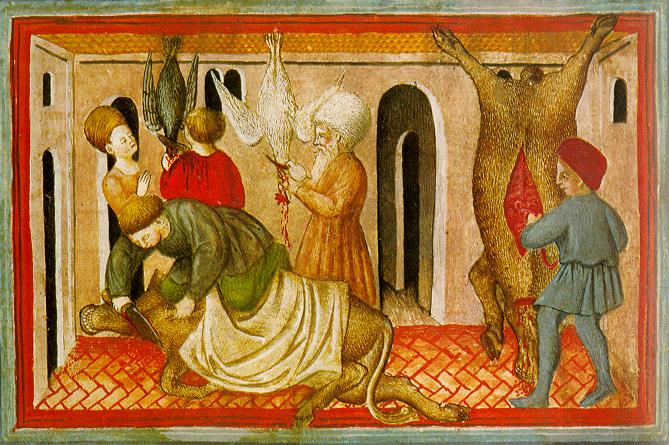
Illustrazione della shechitah del XV secolo

La Torah prescrive norme assai precise per la macellazione di animali terrestri e uccelli: devono essere macellati da una persona appropriatamente addestrata (uno shochet) che usi un metodo speciale di macellazione, la shechita (Deuteronomio 12:21), eseguita mediante il taglio di trachea ed esofago che comporta, di conseguenza, il taglio di carotide e giugulare; il taglio viene effettuato in un unico movimento continuo con un coltello affilato non serrato. L'inadempienza di uno qualsiasi di questi criteri rende la carne non idonea. I polmoni, nel caso dei quadrupedi, devono essere controllati dopo la macellazione per confermare che l'animale non avesse alcuna malattia o difetto medico che avrebbe causato la sua morte entro un anno, il che renderebbe la carne inadatta. Tali requisiti (terefot) includono 70 categorie differenti di lesioni, malattie e anomalie la cui presenza rende l'animale non kasher. È vietato consumare alcune parti dei bovini domestici, come alcuni grassi (chelev) e il nervo sciatico delle gambe. Quanto più sangue possibile deve essere rimosso (Levitico 17:10) mediante il procedimento di melicha' (salatura), che viene eseguito con l'ammollo e salatura della carne, ma il fegato, in quanto ricco di sangue, è grigliato su una fiamma aperta, pratica che può ovviamente essere utilizzata anche per qualsiasi altro taglio della carne in alternativa alla salatura. Pesci, in possesso di pinne e squame, (e locuste kasher, per coloro che seguono tradizioni che le permettono) possono essere mangiati senza particolari accorgimenti.

### Utensili kasher

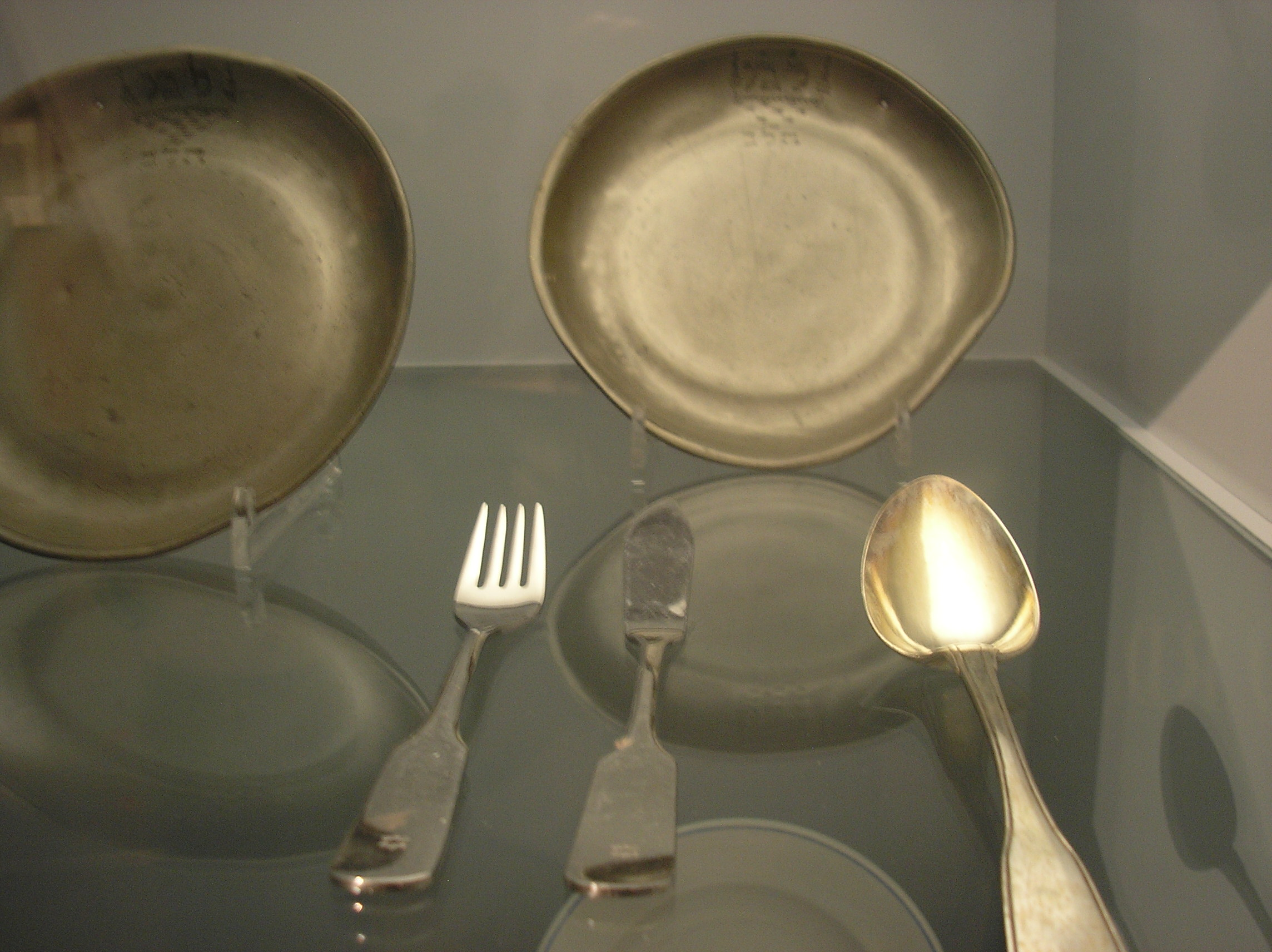
Piatti kasher per latticini del XIX secolo, nel Jüdisches Museum di Berlino

Gli utensili utilizzati per gli alimenti non kasher diventano non kasher, e rendono non kasher quel cibo che altrimenti sarebbe kasher. Alcuni di questi utensili, a seconda del materiale con cui sono realizzati, possono essere resi adatti alla preparazione di nuovo cibo kasher mediante l'immersione in acqua bollente o mediante l'applicazione di una fiamma ossidrica. Il cibo preparato in un modo che violi lo Shabbat non può essere mangiato, anche se in alcuni casi è consentito dopo che lo Shabbat sia finito.

### Leggi di Pesach
Pesach (Pasqua) ha regole alimentari speciali, la più importante delle quali è la proibizione di consumare qualsiasi sostanza lievitata in seguito al contatto tra farinacei e acqua, nota anche come chametz. Tale proibizione proviene da Esodo 12:15. Anche gli utensili usati per preparare o servire il chametz sono proibiti durante Pesach a meno che non siano stati purificati ritualmente (kasherizzati). Per Pesach si deve procedere alla "kasherizzazione" (attraverso bollitura o arroventatura) delle stoviglie. Solitamente però per comodità e per maggior rigore si usano servizi di stoviglie appositamente dedicati a Pesach.
Gli askenaziti si astengono durante Pesach anche dal consumo di kitniot (legumi) e del riso (Shulchan Aruch, Orach Chaim, hilchot Pesach, Ramo). Molti sefarditi solitamente non mangiano riso, anche se l'uso più diffuso tra i sefarditi è di mangiare sia riso che legumi. I sefarditi provenienti dal Marocco seguono solitamente le restrizioni askenazite durante Pesach. Tra gli italiani l'uso maggioritario odierno corrisponde all'uso sefardita, ma vi sono alcune famiglie che si astengono dal riso e mangiano legumi (soltanto freschi ed ancora chiusi). Inoltre, alcune comunità ebraiche, soprattutto tra i chassidim, praticano restrizioni alimentari durante Pesach che sono aggiuntive alle regole di kashrut, come per esempio il non mangiare shruia (matzah che sia entrata a contatto con liquidi). Alcune comunità proibiscono anche l'aglio e molti chassidim si astengono dal consumo di frattaglie.

### Prodotti della Terra d'Israele
Le regole bibliche controllano anche l'uso dei prodotti agricoli. Per quei prodotti che sono cresciuti in terra d'Israele si deve applicare una versione modificata delle decime bibliche, tra cui Terumat HaMaaser, Maaser Rishon, Maaser Sheni, e Maaser Ani (il prodotto non in decima si chiama tevel); la frutta prodotta da un albero nei suoi primi tre anni di piantagione (o che sia stato ripiantato) è proibita; i prodotti cresciuti in Terra d'Israele al settimo anno ottengono il k'dushat shvi'it e, a meno che non siano gestiti attentamente, sono proibiti quale violazione della Shmita (anno sabbatico). Alcune regole della kashrut sono oggetto di differenti interpretazioni rabbiniche. Per esempio, molti affermano che la regola contro la consumazione di chadash (grano nuovo) prima del 16 di Nisan non si applica fuori dalla Terra d'israele.

### Verdure
Molti ristoranti vegetariani e produttori di alimenti per vegetariani acquisiscono uno hechsher, che certifica che un'organizzazione rabbinica ha approvato i loro prodotti come kasher. Lo hechsher usualmente certifica che certe verdure sono state controllate per l'infestazione di insetti e ci si è assicurati che il cibo cotto rispetti i requisiti di bishul Yisrael. Ortaggi come spinaci e cavolfiori devono essere controllati per l'infestazione di insetti. La procedura appropriata per ispezionare e pulire varia a seconda delle specie, coltura, e interpretazioni rabbiniche.

### Cibipareve

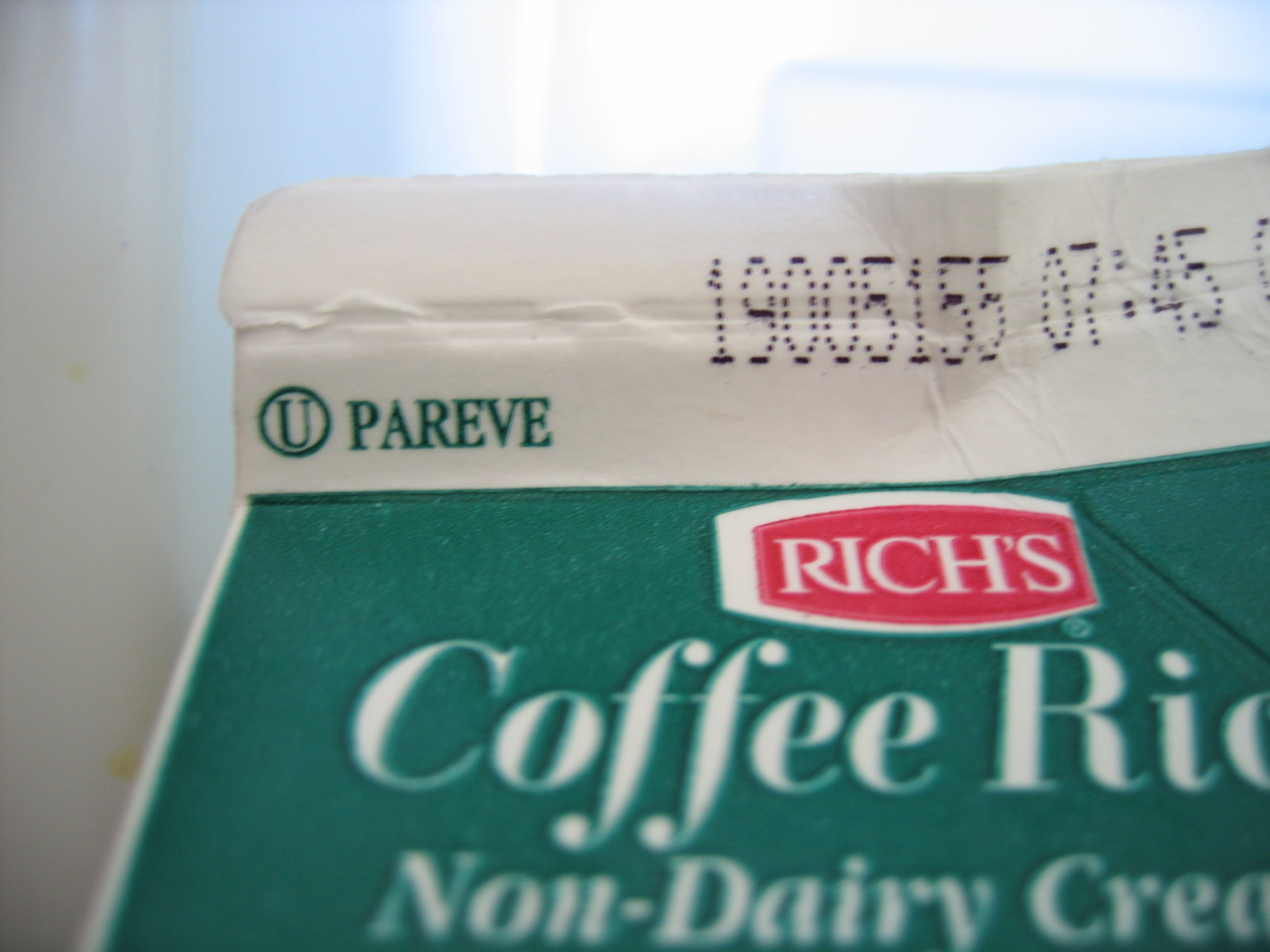
La "U" cerchiata indica che il prodotto è certificato kasher dalla Orthodox Union (OU); la parola "pareve" indica che quel prodotto non contiene ingredienti derivati da latte o carne

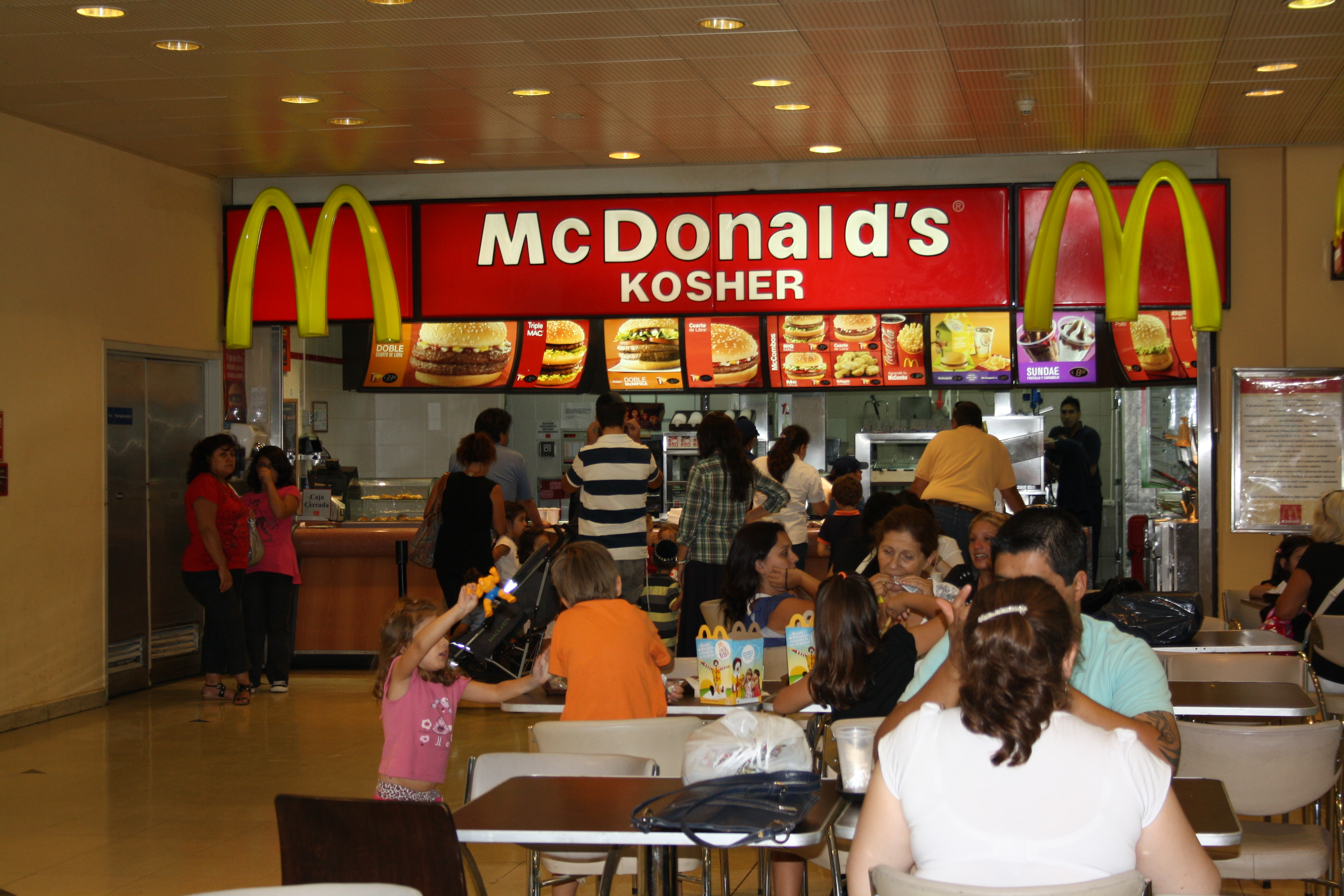
McDonald's kasher a Buenos Aires (Argentina)

Alcuni procedimenti convertono carne o prodotti caseari in pareve (né carne né latticino). Per esempio, il caglio è a volte estratto da rivestimenti dello stomaco, ma è accettabile per la fabbricazione di formaggio kasher. Lo stesso vale per la gelatina kasher, prodotto animale, che si ritiene provenga da fonti animali kasher. Altri prodotti gelatinosi da fonti non animali, come l'agar agar e la carragenina sono pareve per natura. La gelatina di pesce deriva appunto dal pesce ed è quindi (come tutti i prodotti kasher di pesce) pareve. Anche le uova sono considerate pareve sebbene prodotte da animali.
La kashrut ha procedure con le quali le attrezzature culinarie possono essere pulite e purificate da precedente uso non kasher, ma che potrebbero essere inadeguate per coloro che soffrono di allergie, per vegetariani, o aderenti ad altri statuti religiosi. Ad esempio, attrezzature di produzione lattiero-casearia possono essere pulite in modo sufficiente da ricevere dai rabbini la condizione di pareve per i prodotti che ne derivino. Tuttavia, coloro che hanno una forte sensibilità allergica ai latticini, potrebbero ancora reagire negativamente al residuo latticino e per questo motivo alcuni prodotti che sono legittimamente pareve hanno affissi avvertimenti di contenuto "latte/lattosio".

## Supervisione e marketing

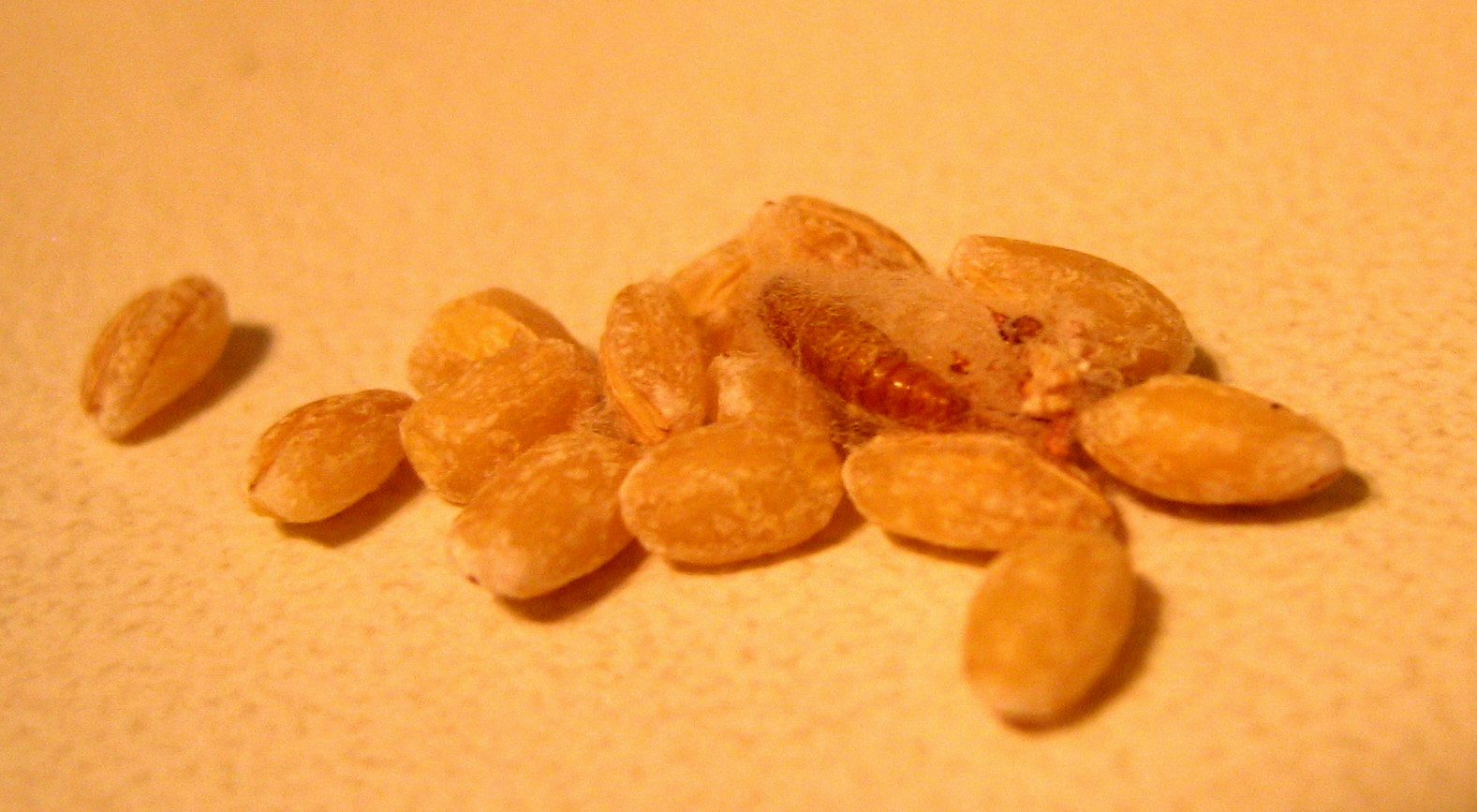
Crisalide rinvenuta tra grani di orzo in un sacchetto in commercio. Alimenti come semi, noci e verdure devono essere controllati per evitare di mangiare insetti

### Hashgacha
Certi alimenti devono essere preparati interamente o in parte da ebrei. Tra questi si includono il vino, alcuni cibi cotti (bishul akum), formaggi (g'vinat akum), e secondo certe autorità anche il burro (chemʾat akum); latticini (ebr. חלב ישראל chalav Yisrael, "latte d'Israele"); e pane (פת ישראל Pas Yisroel).

### Standard di etichettatura
Sebbene la lettura dell'etichetta dei prodotti alimentari metta in grado di identificare indicativamente gli ingredienti non kasher, alcuni paesi permettono ai produttori di omettere l'identificazione di alcuni ingredienti. Tali ingredienti "nascosti" possono comprendere lubrificanti e aromatizzanti, tra gli altri additivi; in alcuni casi – ad esempio l'utilizzo di aromi naturali – questi ingredienti hanno più probabilità di essere derivati da sostanze non kasher. Inoltre, certi prodotti (come il pesce), hanno un alto tasso di etichettatura erronea, che potrebbe risultare in cibi non kasher venduti in confezioni etichettate come kasher.

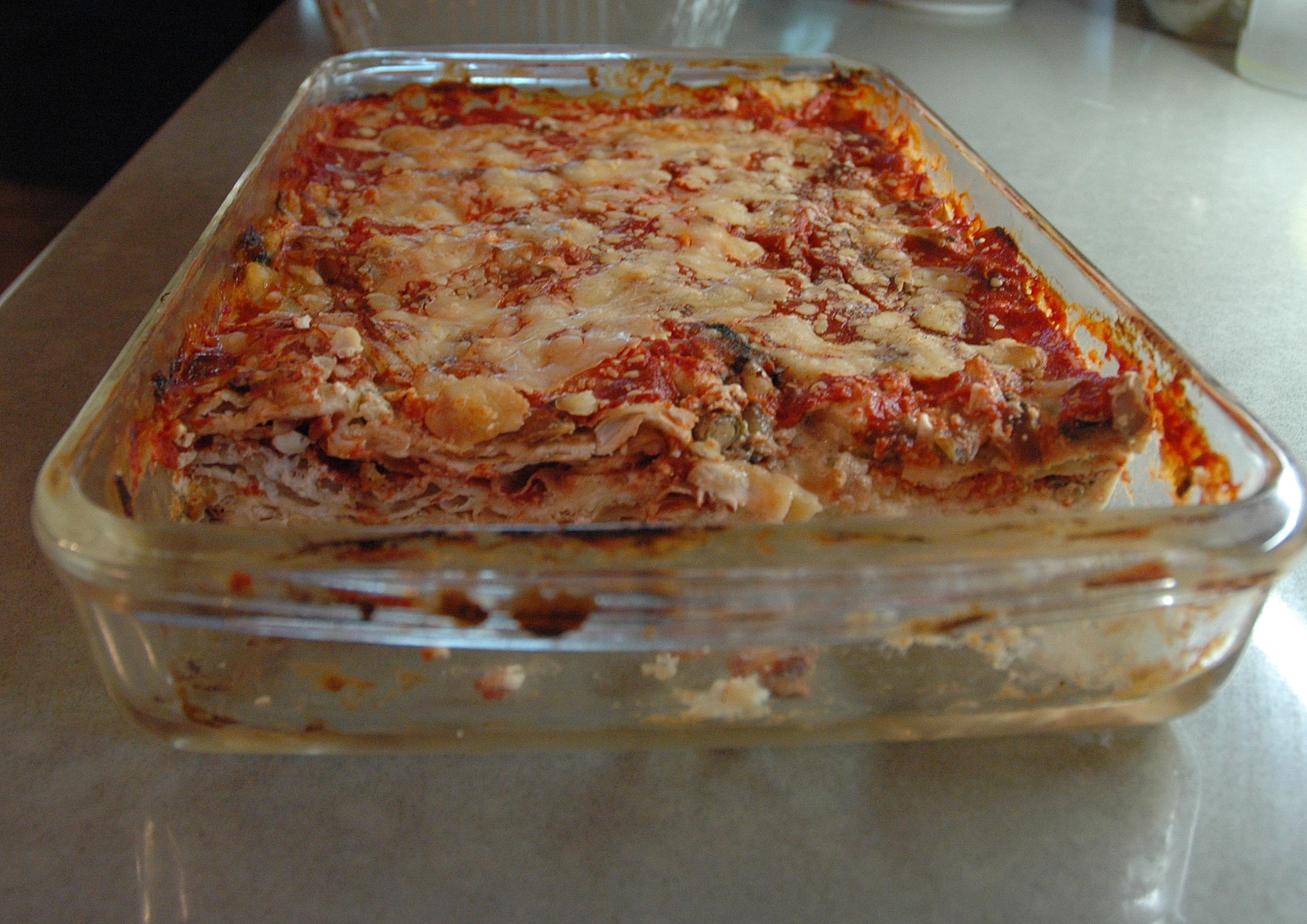
Matzalasagne, lasagne kasher fatte con matzah

I produttori di alimenti e additivi alimentari possono contattare le autorità religiose ebraiche per avere i loro prodotti certificati kasher: ciò richiede una visita agli impianti di produzione da parte di un rabbino o di un comitato di un'organizzazione rabbinica, che ispeziona i metodi di produzione e i contenuti, e se tutto è sufficientemente kasher viene rilasciato un certificato. I produttori a volte identificano i prodotti che hanno ricevuto tale certificazione con l'aggiunta di particolari simboli grafici sull'etichetta. Questi simboli sono conosciuti nell'ebraismo come hechsherim. A causa delle differenze negli standard kasherut detenute da diverse organizzazioni, gli hechsheirim di alcune autorità ebraiche a volte potrebbero non essere considerati validi da altre autorità ebraiche. I marchi di certificazione dei vari rabbini e organizzazioni sono troppo numerosi per elencarli tutti, ma uno dei più comuni usati negli Stati Uniti è quello dello Union of Orthodox Congregations (Unione delle Congregazioni Ortodosse), che usa una U dentro un cerchio a simbolizzare le iniziali Orthodox Union. La lettera K viene a volte usata come simbolo di kasher, ma poiché molti paesi non permettono di usare lettere alfabetiche come marchio registrato, indica soltanto che l'azienda produttrice afferma di essere kasher. In Italia, un'autorità kasher è la IKU (Italy Kosher Union), una delle tante che offre consulenza kasher per le specifiche esigenze aziendali, con certificazione kasher, analisi degli ingredienti e analisi dello stabilimento interessato.
Molti dei simboli certificanti sono accompagnati da lettere aggiuntive o parole che indicano la categoria del prodotto, secondo la legge ebraica; la categorizzazione potrebbe essere in conflitto con le normative governative, specialmente nel caso di cibo che la legge ebraica reputa lattiera, ma la normativa corrente no. In molti casi si richiede una supervisione costante perché, per vari motivi (come i procedimenti di produzione) quei prodotti che una volta erano kasher potrebbero cessare di esserlo. Ad esempio, un olio lubrificante kasher potrebbe essere sostituito da uno che contiene sego, che molte autorità rabbiniche reputano non kasher. Tali cambiamenti sono spesso coordinati da supervisori rabbinici, o organizzazioni apposite, per assicurarsi che le nuove confezioni non indichino presupposti marchi hechsher o kashrut. In alcuni casi, tuttavia, scorte esistenti di etichette prestampate con gli hechsher potrebbero continuare a essere utilizzate su prodotti ormai non più kasher. Un sistema di comunicazione interno alla comunità ebraica illustra quali prodotti siano attualmente in dubbio e quali invece siano diventati kasher, ma le cui etichette devono ancora riportare i relativi hechsher. Anche alcuni giornali e periodici discutono di prodotti Kasherut.

### Il mercato kasher
Nel 1911 Procter & Gamble divenne la prima azienda a pubblicizzare uno dei propri prodotti, Crisco, come kasher. Nel corso dei successivi due decenni, aziende come Maxwell House, Manischewitz, Heinz, Barilla, Lazzaroni e Bertolli si sono adeguate e hanno dato più spazio sugli scaffali al mercato kasher. Nel 1960, l'azienda produttrice di hot dog Hebrew National ha lanciato la campagna "we answer to a higher authority (rendiamo conto a un'autorità superiore)" per attrarre sia ebrei sia non ebrei. Da quel momento in poi, "kasher" pare sia diventato un simbolo di qualità e valore. Il mercato kasher si è rapidamente espanso consentendo maggiori opportunità per i prodotti kasher. Menachem Lubinsky, fondatore della fiera Kosherfest, stima almeno 14 milioni di consumatori kasher e 40 miliardi di dollari in vendite di prodotti kasher negli Stati Uniti.

### Uso normativo
Le leggi pubblicitarie standard in molte giurisdizioni proibiscono l'uso del termine kasher nell'etichettatura di un prodotto, a meno che si possa dimostrare che il prodotto è conforme alle leggi alimentari ebraiche; tuttavia, le qualificazioni giuridiche per conformarsi alle regole alimentari ebraiche vengono spesso definite in modo diverso in diverse giurisdizioni. Ad esempio, in alcuni luoghi la legge può richiedere che un rabbino certifichi la natura kasherut, in altri le regole del kasher sono completamente definite per legge, e in altri ancora è sufficiente che il produttore creda solo che il prodotto sia conforme alle norme alimentari ebraiche. In vari casi, le leggi che limitano l'uso del termine kasher sono state successivamente dichiarate interferenze religiose illegali.

## Società e cultura

### Osservanza

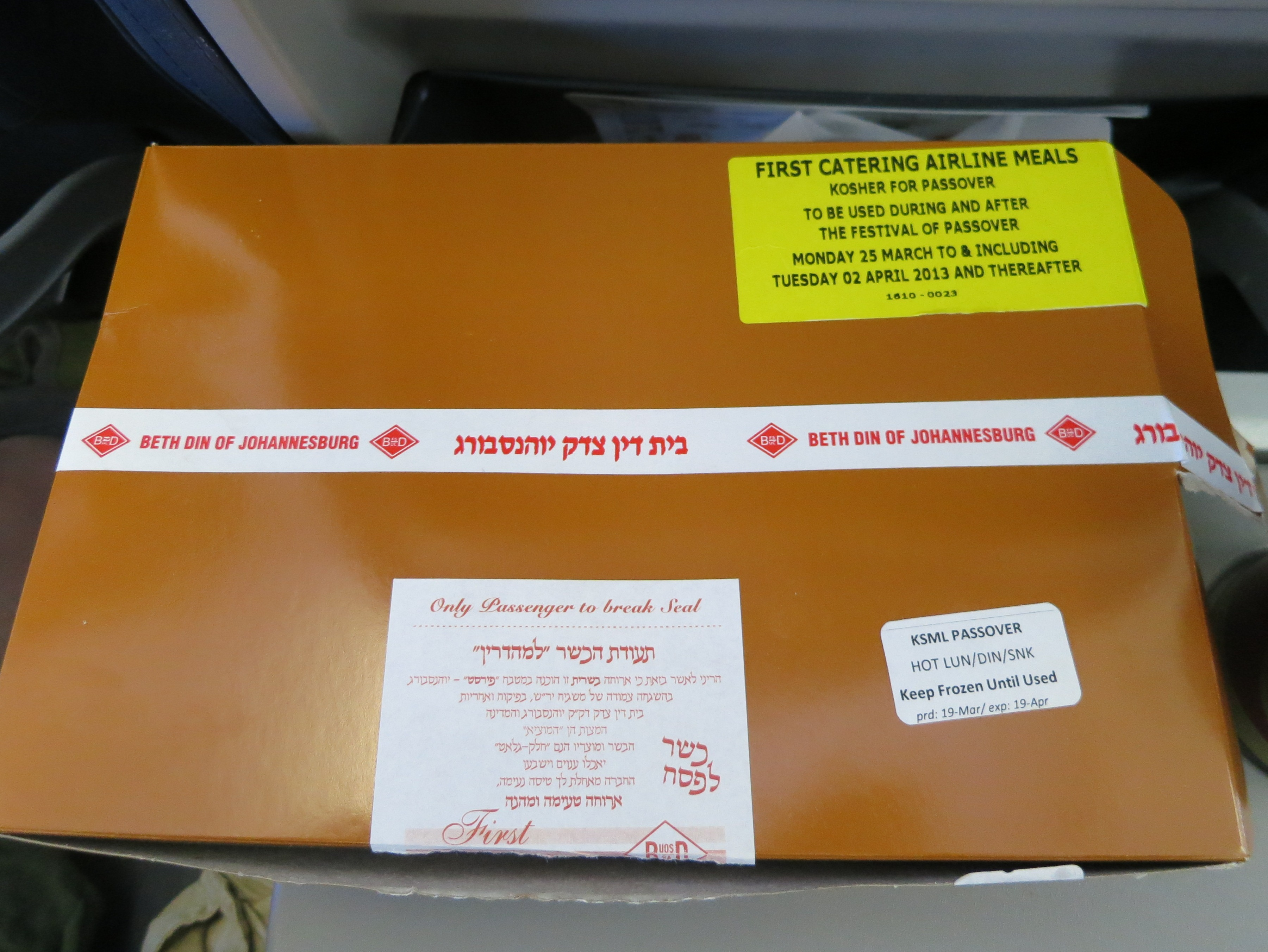
Pasto kasher approvato dal Beth Din di Johannesburg

Circa un sesto degli ebrei statunitensi rispetta un'alimentazione kasher. Lì e altrove molti ebrei osservano la kashrut parzialmente, astenendosi dal maiale o crostacei, o non bevendo latte durante un pasto con carne. Alcuni osservano kasher a casa ma mangiano non kasher nei ristoranti. Nel 2012, un'analisi del mercato delle specialità alimentari in Nordamerica ha stimato che solo il 15% dei consumatori kasher era ebreo. Una notevole porzione della popolazione reputa la certificazione kasher quale indice di genuinità. Musulmani, hindu e persone con allergie al lattosio spesso considerano la designazione kosher-pareve un'assicurazione che il cibo non contenga ingredienti derivati da animali, tra cui il latte e affini. Tuttavia, poiché alimenti kosher-pareve possono contenere miele, uova o pesce, i vegetariani stretti non si basano su tale certificazione.

### Terminologia
"Kosher" (in ebraico כשר‎?) in ebraico antico significa essere vantaggioso, appropriato, adatto, o riuscire secondo vocabolari dall'ebraico in diverse lingue. L'ebraico moderno in generale riporta kashrut ma a volte ha il significato di "appropriato". Per esempio, il Talmud babilonese (Bavli) usa kosher nel senso di virtuoso, quando si riferisce a Dario I come "re kosher"; Dario, re persiano, concesse assistenza nella costruzione del Secondo Tempio. In lingua inglese, kosher spesso significa legittimo, accettabile, permissible, genuino, o autentico, e sta acquisendo lo stesso significato anche in lingua italiana.
La parola kasher/kosher fa inoltre parte di nomi comuni. A volte viene usata come abbreviazione di kascerizzazione, a indicare la procedura per rendere qualcosa kasher; ad esempio, sale kasher è un tipo di sale con cristalli di forma irregolare, che lo rende particolarmente adatto alla preparazione di carne secondo le regole della kasherut, poiché la maggiore superficie dei cristalli assorbe più sangue efficacemente. Altre volte è usato come sinonimo di tradizione ebraica: ad esempio, un aneto kasher sottaceto è semplicemente un sottaceto in salamoia fatto nel modo tradizionale ebraico newyorkese, utilizzando una generosa aggiunta di aglio alla salamoia, e non è necessariamente conforme alle tradizionali leggi alimentari ebraiche.